# Закшевский, Василий Георгиевич
Васи́лий Гео́ргиевич Закше́вский (род. 7 декабря 1965, Алма-Ата, КазССР) — российский учёный-экономист, педагог, доктор экономических наук (2000), профессор (2002), академик РАН (2016), руководитель НИИ экономики и организации агропромышленного комплекса Центрально-Чернозёмного района — филиала ФГБНУ «Воронежский федеральный аграрный научный центр им. В. В. Докучаева».

## Биография
Родился 7 декабря 1965 года в городе Алма-Ате, Казахской ССР. Женат, двое детей.
В 1984—1986 годах проходил срочную службу в рядах Вооружённых сил СССР.
В 1989 году окончил экономический факультет Алма-Атинского института народного хозяйства.
С 1989 года — аспирант, старший научный сотрудник, заведующий отделом Казахского научно-исследовательского института экономики и организации агропромышленного комплекса.
В 1992 году защитил диссертацию на соискание ученой степени кандидата экономических наук на тему «Организация материально-технического обеспечения сельскохозяйственных формирований в условиях рынка (на материалах Алма-Атинской области)».
В 1994 году вместе с семьей переехал в город Воронеж.
С 1994 года — старший научный сотрудник Научно-исследовательского института экономики и организации агропромышленного комплекса Центрально-Чернозёмного района Российской Федерации.
В 1995—1998 годах являлся доцентом кафедры организации производства и предпринимательской деятельности в агропромышленном комплексе Воронежского государственного аграрного университета им. К. Д. Глинки.
В 1996—1997 годах проходил научную стажировку в Редингском университете (Великобритания).
С 1997 года — заведующий отделом налогов и финансово-кредитных отношений Научно-исследовательского института экономики и организации агропромышленного комплекса Центрально-Чернозёмного района Российской Федерации.
С 1998 года — заместитель директора по научной работе Научно-исследовательского института экономики и организации агропромышленного комплекса Центрально-Чернозёмного района Российской Федерации.
В 1999 году защитил диссертацию на соискание ученой степени доктора экономических наук на тему «Организационно-экономический механизм стабилизации и развития сельскохозяйственного производства», а в 2002 году ему было присвоено учёное звание профессора по специальности «Экономика и управление народным хозяйством».
15 февраля 2012 года избран членом-корреспондентом РАСХН.
С 27 июня 2014 года является членом-корреспондентом РАН.
С 2015 года — директор Научно-исследовательского института экономики и организации агропромышленного комплекса Центрально-Чернозёмного района Российской Федерации.
28 октября 2016 года избран академиком РАН по отделению сельскохозяйственных наук (секция экономики, земельных отношений и социального развития села).
С 2017 года — член бюро отделения сельскохозяйственных наук РАН.
С октября 2020 года — руководитель НИИ экономики и организации агропромышленного комплекса Центрально-Чернозёмного района — филиала ФГБНУ «Воронежский федеральный аграрный научный центр им. В. В. Докучаева».
Под научным руководством Закшевского В. Г. подготовлено более 25 кандидатских и докторских диссертаций. За время научной деятельности Закшевским В. Г. опубликовано свыше 250 научных работ, в том числе 15 монографий.

## Награды и звания
- Почётный знак «За добросовестный труд и профессионализм»[3] (15 декабря 2020) — за многолетний добросовестный труд, большой личный вклад в развитие агропромышленного комплекса на территории региона и в связи с 55-летием со дня рождения
- Почётный знак «Благодарность от земли Воронежской»[4] (2018)
- Медаль ордена «За заслуги перед Отечеством» II степени[5] (26 августа 2016) — за большой вклад в развитие науки, образования, подготовку квалифицированных специалистов и многолетнюю добросовестную работу
- Почётный работник агропромышленного комплекса Российской Федерации (2010)
- Почётная грамота Российской академии наук
- Почётная грамота Российской академии сельскохозяйственных наук
- Почётная грамота Министерства сельского хозяйства Российской Федерации